# Samuel Hugo Bergmann

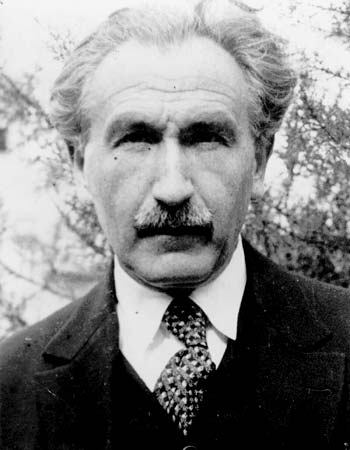
Samuel Hugo Bergmann (1939)

Samuel Hugo Bergmann, auch Hugo Bergmann oder Schmuel Hugo Bergmann (geboren am 25. Dezember 1883 in Prag, Österreich-Ungarn; gestorben am 18. Juni 1975 in Jerusalem) war ein deutschsprachiger Pionier der neuhebräischen Philosophie, Schriftsteller und Bibliothekar.

## Leben
Samuel Hugo Bergmann war der zweite Sohn der Eheleute Siegmund Bergmann und Johanna, geb. Fischer. Samuel war sein jüdischer Vorname, den die Familie (und Samuel Bergmann selbst, nach seiner Auswanderung nach Eretz Israel) auch in seiner jiddischen Form (Schmuel) verwendete. Hugo war sein bürgerlicher Vorname, unter dem er einen Großteil seiner Schriften veröffentlichte. Seine Eltern stammten aus böhmischen Landgemeinden und führten einen traditionell jüdischen Haushalt. Er besuchte das Altstädter Gymnasium in Prag, wo er sich mit einem seiner Mitschüler, Franz Kafka, anfreundete. 
Hugo Bergmann studierte in Prag und Berlin Philosophie und Naturwissenschaften. Bereits während seiner Studienzeit begegnete er Martin Buber und Franz Brentano, deren Denken großen Einfluss auf ihn ausübte. Zu seinen Schulfreunden gehörten ebenso die engen Kafka-Freunde Max Brod und Felix Weltsch. Alle drei hielten jahrzehntelang starke freundschaftliche Bindung bis nach Israel.
Bergmann trat der zionistischen Studentenverbindung Bar-Kochba Prag bei, die sich nach Bar Kochba benannt hatte. Er begann, die Idee eines jüdischen Staates in Artikeln zu propagieren. Nach Abschluss seines Studiums nahm er 1907 eine Stelle als Bibliothekar an der Universitätsbibliothek Prag an. 1908 heiratete er in Prag Else Fanta, Tochter der engagierten Theosophin, später Anthroposophin Berta Fanta. In dieser Zeit begann seine lebenslange Beschäftigung mit der Anthroposophie Rudolf Steiners, dessen Vorträge er ab 1909 einige Male besuchte. Hieraus entstand eine persönliche Bekanntschaft und ein intensiver Gedankenaustausch.
Auf einer Palästinareise im Jahr 1910 entschied er, sich dem Aufbau der 1892 gegründeten jüdischen Nationalbibliothek zu widmen. Im Ersten Weltkrieg diente er in der österreichischen Armee und reiste nach Kriegsende als Leiter der Kulturabteilung der zionistischen Bewegung nach London, um Gelder für sein Vorhaben zu sammeln. Bereits ein Jahr später emigrierte er nach Palästina und begann mit der Arbeit an der Hebräischen Nationalbibliothek, die 1925 auch zur Universitätsbibliothek der Hebräischen Universität Jerusalem wurde. Bergmann leitete die Bibliothek bis 1935. 1940 übernahm sein Freund Felix Weltsch dieses Amt.
Im April 1925 wurde der Lehrbetrieb an der Hebräischen Universität Jerusalem eröffnet. Bergmann begann dort 1928 seine Lehrtätigkeit am Lehrstuhl für Philosophie, 1935 wurde er ordentlicher Professor und übernahm die Präsidentschaft. Bergmann gehörte dem Kuratorium des 1961 gegründeten Bundesverband Deutsch-Israelischer Studiengruppe (BDIS) an.

## Leistungen
Bergmann war Mitherausgeber und Mitautor der Encyclopaedia Hebraica, der 16-bändigen Encyclopaedia Judaica und der philosophischen Vierteljahrsschrift Ijun (Nachdenken). Er rief 1924 die Israelische Nationalbibliografie Kiryat Sefer ins Leben. Mit Franz Rosenzweig, Walter Benjamin, Eugen Rosenstock-Huessy und Ernst Simon gehörte er zum Autorenkreis der von Martin Buber, Joseph Wittig und Viktor von Weizsäcker herausgegebenen christlich-jüdischen Zeitschrift Die Kreatur.
Bergmann war Mitglied der sozialistisch-zionistischen Arbeiterpartei HaPoel HaZair (der junge Arbeiter) und zusammen mit Martin Buber, Hans Kohn, Robert Weltsch, Gershom Scholem und anderen meist deutschsprachigen Immigranten Mitbegründer des Verbandes Brit Schalom (dt. „Bekenntnis zum Frieden“, engl. „Covenant of Peace“), der einen binationalen Staat in Palästina zum Ziel hatte, in dem Juden und Araber gleichberechtigt miteinander leben. 1947 leitete er in dieser Eigenschaft die jüdische Delegation bei der Konferenz über interasiatische Beziehungen in Neu-Delhi.
Neben seinem politischen Engagement interessierte sich Bergmann vor allem für Wissenschaft und Religion. Er schrieb auf Hebräisch über Kant, Maimonides und Philosophen des 20. Jahrhunderts. Für seine Arbeiten, insbesondere seine Einfuehrung in die Logik, erhielt er 1954 den Israel-Preis, die höchste Auszeichnung des Staates Israel, für Geisteswissenschaften. Den Israel-Preis erhielt er nochmals zwanzig Jahre später für seinen besonderen Beitrag zu Gesellschaft und Staat.
Die spirituellen Ansätze der Anthroposophie interessierten Bergmann so stark, dass er an der Hebräischen Universität regelmäßig Kurse über Steiners Philosophie der Freiheit abhielt und einige seiner Schriften in das moderne Hebräisch übersetzte, darunter Wie erlangt man Erkenntnisse der Höheren Welten? (1904/1905, gedruckt: Tel Aviv 1978).
Bergmanns religiöses Denken war besonders durch seine Begegnung mit Martin Buber geprägt. Er setzte sich intensiv mit religiösen Denkern wie Franz Rosenzweig und Aurobindo auseinander. Glauben war für ihn direkte Erfahrung, eine dialogische Begegnung mit Gott. In seinem 1954 erschienenen religionsphilosophischen Hauptwerk Wissenschaft und Glaube fasste er diese Gedanken zusammen. Mit Glaube und Vernunft lieferte er eine Einführung in ein zeitgenössisches jüdisches Denken.

## Nachlass
Der umfangreiche schriftliche Nachlass von Bergmann wird in der Israelischen Nationalbibliothek aufbewahrt, darunter seine Korrespondenz und Werkmanuskripte.

## Schriften

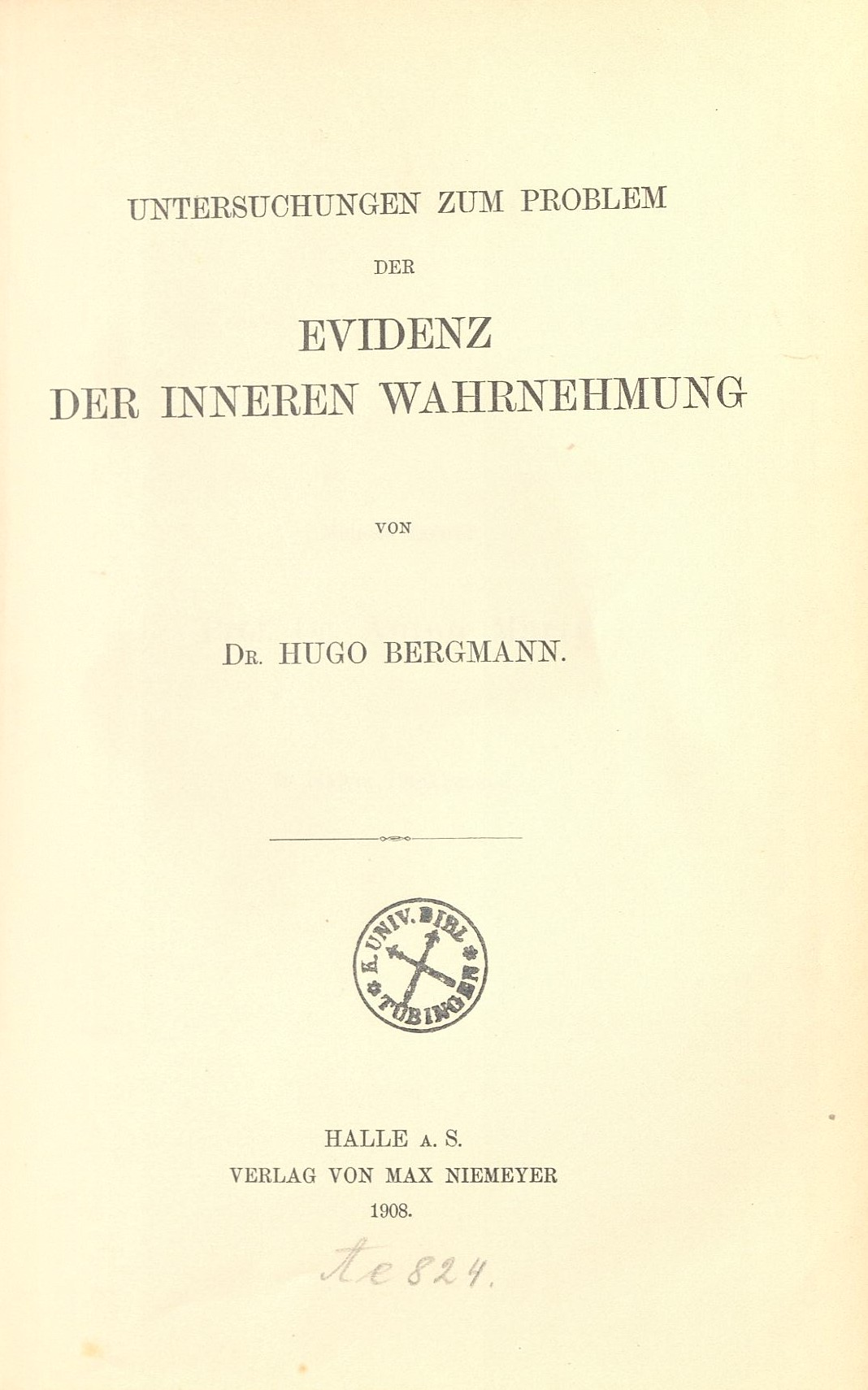
Untersuchungen zum Problem der Evidenz der inneren Wahrnehmung (1908)

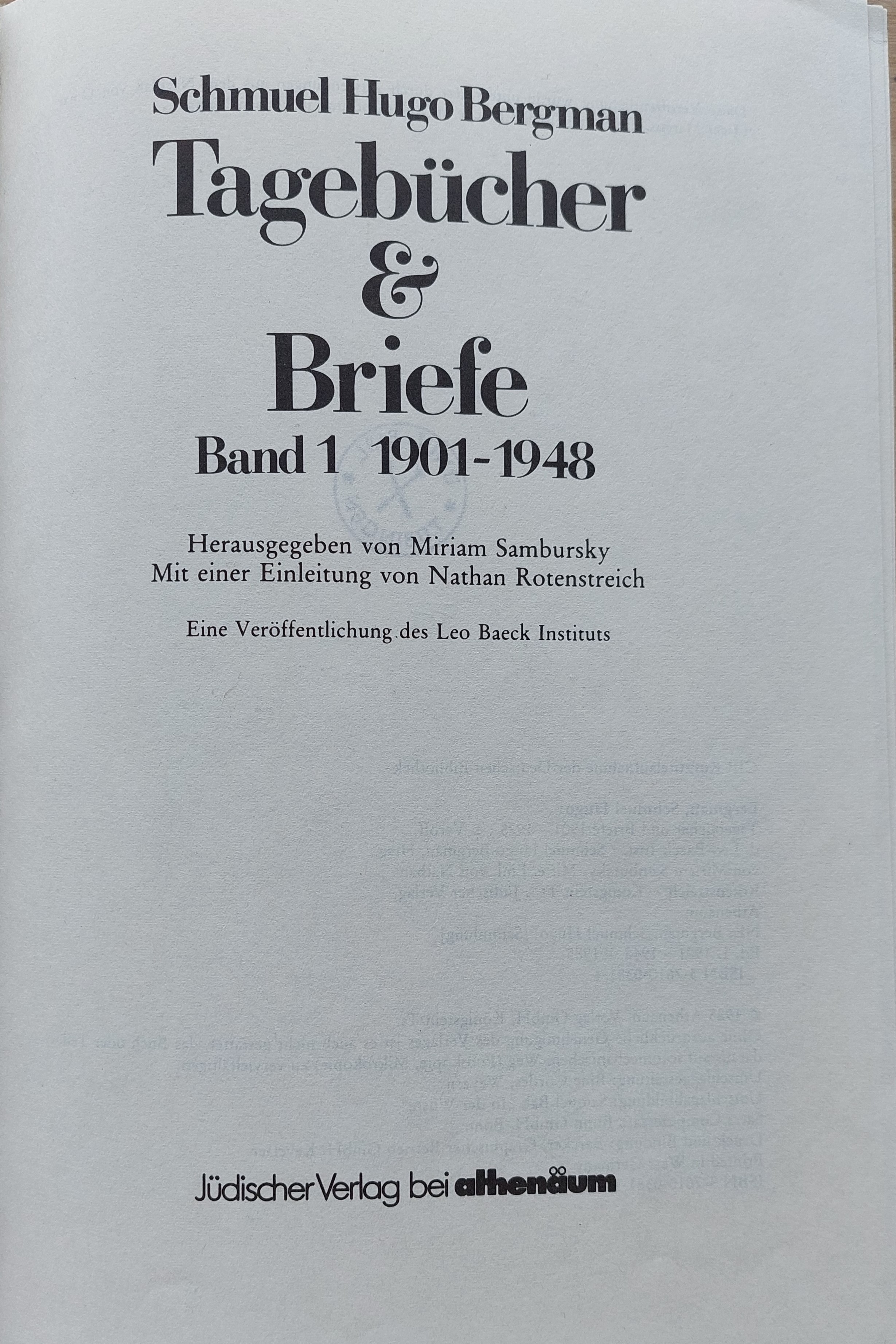
Tagebücher & Briefe (1985)

- Untersuchungen zum Problem der Evidenz der inneren Wahrnehmung. Niemeyer, Halle an der Saale 1908.
- Das philosophische Werk Bernhard Bolzanos. Niemeyer, Halle an der Saale 1909.
- Das Unendliche und die Zahl. Niemeyer, Halle an der Saale 1913.
- Der Begriff der Verursachung und das Problem der individuellen Kausalität. In: Logos. Internationale Zeitschrift für Philosophie der Kultur, Jg. 5 (1914/1915), S. 77–111.
- Der jüdische Nationalismus nach dem Krieg. In: Der Jude. Eine Monatsschrift, Jg. 1 (1916), 7–13.
- Jawne und Jerusalem. Gesammelte Aufsätze. Jüdischer Verlag, Berlin 1919.
- ha-Filosofijah schel Immanuel Kant.  Tarbut, Jerusalem 1926/1927 (Einführung in die Philosophie Immanuel Kants, hebräisch).
- Der Kampf um das Kausalgesetz in der jüngsten Physik. Vieweg, Braunschweig 1929.
- Grundfragen des Zionismus. Hechaluz, Kopenhagen 1940.
- Faith and reason. An introduction to modern Jewish thought. B'nai B'rith Hillel Foundation, Washington, D.C. 1961.
- Anaschim u-derachim. Masot filosofijot [Menschen und Wege]. Mosad Byalik, Jerusalem 1967 (gesammelte Aufsätze zur Philosophie).
- Tagebücher und Briefe 1901–1975. Herausgegeben von Miriam Sambursky. Mit einer Einleitung von Nathan Rotenstreich. Jüdischer Verlag bei Athenäum, Frankfurt am Main 1985.
  - Band 1: 1901–1948, ISBN 3-7610-0381-1.
  - Band 2: 1948–1975, ISBN 3-7610-0382-X.
- Dialogical philosophy from Kierkegaard to Buber. Aus dem Hebräischen übersetzt von Arnold Gerstein. State University of New York Press, Albany 1991, ISBN 0-7914-0624-5 (gesammelte Aufsätze).